# Ipermnesia
L'ipermnesia è l'eccessivo sviluppo, ovvero l'ipertrofia, della memoria. Essa può essere transitoria o permanente e comporta la capacità di rievocazione totale dei ricordi. Sebbene tale condizione possa apparire invidiabile, processi di memoria coinvolti nell'oblio sono in realtà di fondamentale importanza per il buon funzionamento della memoria stessa. 
Si riscontra ipermnesia permanente in individui oligofrenici, ovvero i cosiddetti idiots savants, o nelle persone caratterizzate da particolare intelligenza. Sono tipicamente colpiti da ipermnesia transitoria, invece, gli affetti da depressione o altri disturbi dell'umore, ovvero i soggetti colpiti da paranoia o che presentano alterazioni della coscienza. 
In un certo senso può riferirsi all'ipermnesia anche ciò che accade in stati di ipnosi regressiva, laddove possono riemergere in modo intenso e improvviso ricordi fino a quel momento obliati.

## Il caso Šereševskij
Nello specifico nel caso Solomon Šereševskij, ampiamente studiato dallo psicologo russo Aleksandr Romanovič Lurija il soggetto osservato era facilmente in grado di memorizzare liste di 50 parole e di rievocarle con facilità anche a distanza di 15 anni. Era inoltre in grado di ripetere a memoria, dopo solo poche letture, brani tratti dalla Divina Commedia in italiano (lingua che peraltro non conosceva), anche in questo caso, anche a distanza di 10 anni. 
Šereševskij presentava nonostante tutto difficoltà nella lettura, determinate principalmente dal fatto che ogni parola letta fosse sostanzialmente in grado di indurre facilmente la rievocazione di una serie di altri ricordi associati, che interferendo limitavano la capacità del soggetto di comprendere ciò che leggeva. Inoltre Lurija riporta come nei momenti in cui Šereševskij cercava di rilassarsi la sua mente tendesse facilmente a riempirsi di immagini e ricordi vari, come liste di parole o numeri.